# Bouctouche

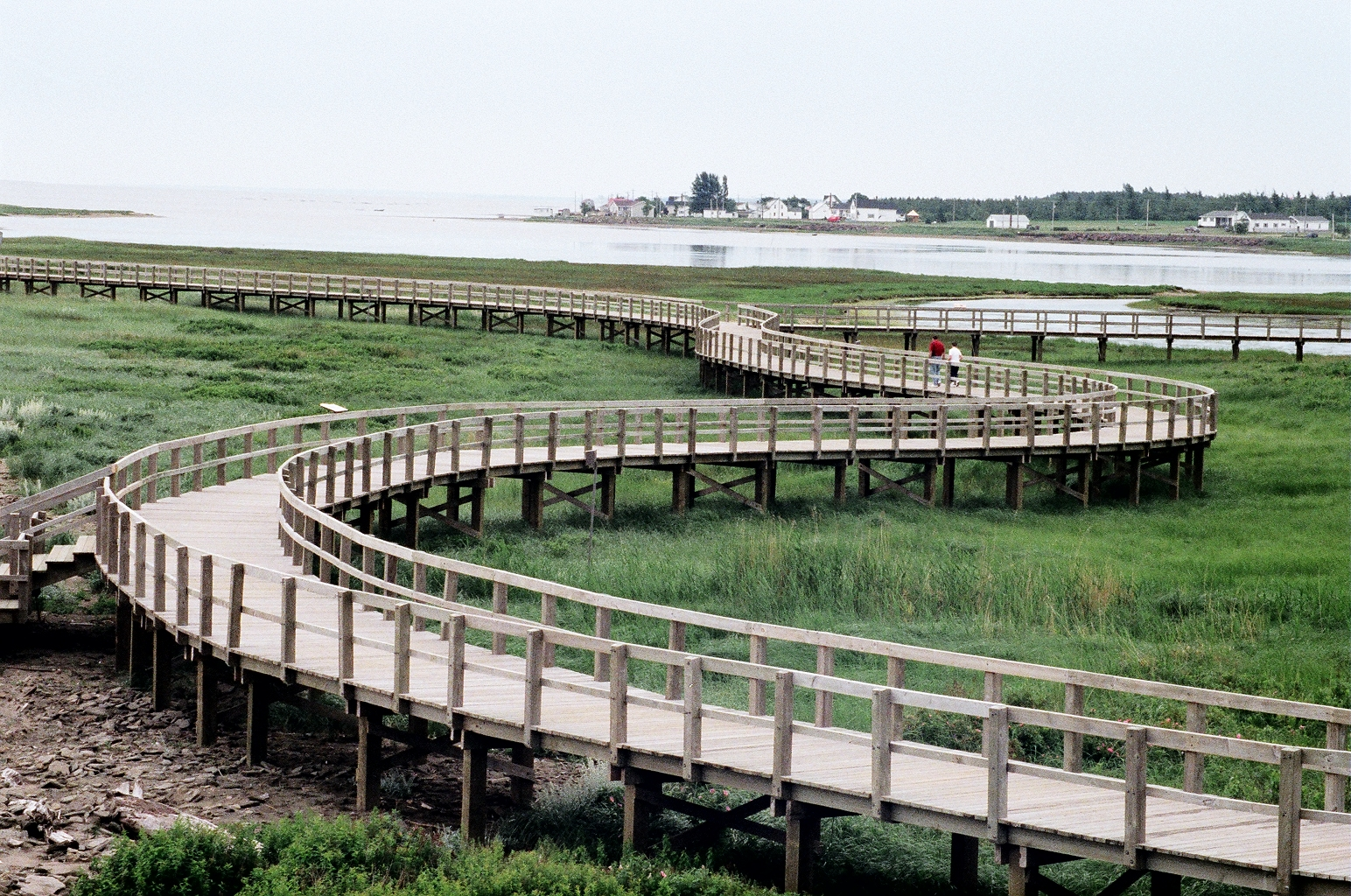
Dünen-Bohlenwanderweg

Bouctouche ist eine Gemeinde in der kanadischen Provinz New Brunswick/Nouveau-Brunswick mit 2361 Einwohnern (Stand: 2016). 2011 betrug die Einwohnerzahl 2423. 92 % der Einwohner sprechen französisch.

## Geografie
Bouctouche liegt im Kent County direkt an der Mündung des Bouctouche in die Northumberlandstraße. Rund 25 Kilometer nordwestlich befindet sich Richibucto. Shediac im Südosten sowie Moncton im Süden sind 30 bzw. 40 Kilometer entfernt. Die Verbindungsstraße New Brunswick Route 11 tangiert Bouctouche im Westen. An der Bouctouche-Bucht befindet sich eine 12 km lange Düne, die unter Naturschutz steht. Etwa 800 m sind über einen Holzsteg begehbar. Mit dem Éco-centre Irving entstand dort ein bedeutendes Forschungszentrum zur Ökologie der Region. Symbol des Parks ist der Kanadareiher.

## Geschichte
Der Name des Ortes basiert auf dem Wort Chebooktoosk, das in der Sprache der Mi’kmaq „große Bucht“ bedeutet. Sie lebten in Sigenigtog, einem der sieben traditionelle Gebiete der Mi’kmaq. Auf dem Gemeindegebiet leben heute etwa 100 der knapp 200 Angehörigen der Bouctouche First Nation, bzw. der Première Nation Bouctouche, die sich selbst eher Tjipogtotjg nennen (Kleiner Feuerfluss). Die Tjipogtotjg sahen sich 1924 gezwungen, ihr Reservat aufzugeben, doch kehrte die erste Familie 1958 dorthin zurück. Ab 1981 ließen die Tjipogtotjg neue Familien zu. Ihr Reservat mit seinen 75 Bewohnern umfasst 62,3 ha Fläche und liegt 3,2 km südwestlich von Bouctouche.
Die ersten europäischen Siedler waren französischsprachige Akadier, die sich in der Gegend niederließen, jedoch von den Briten vertrieben wurden, wie alle Akadier. Die ersten Rückkehrer siedelten sich im Hafengebiet im Juni 1785 an. Nach 1800 folgten auch Einwanderer aus England.

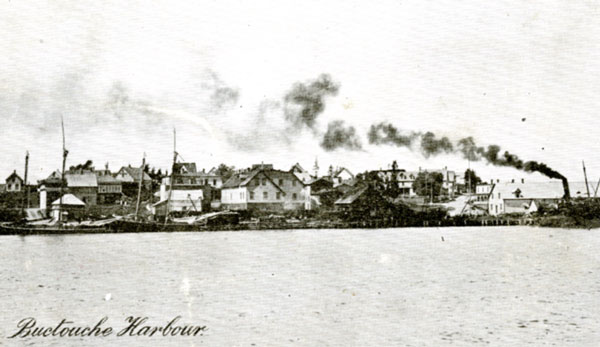
Ansicht Richtung Hafen, 1930

Hauptlebensgrundlage waren der Fischfang, die Holzwirtschaft und der Schiffsbau. Der Industrielle James Dargavel Irving, der in Bouctouche ein Sägewerk betrieb, gründete 1882 den Mischkonzern J.D. Irving Limited. Sein Sohn, der 1899 in Bouctouche geborene Kenneth Colin Irving, gründete 1924 die in der Erdölförderung, -verarbeitung und im -vertrieb tätige Firma Irving Oil und eröffnete in Bouctouche seine erste Tankstelle. Von 1888 bis in die 1960er Jahre existierte eine Eisenbahnverbindung nach Moncton. Im Jahr 1985 erhielt der Ort die Stadtrechte (Town of Bouctouche).
Die Stadt ist heute auch in der Spitzentechnologie und im Tourismus aktiv. Insbesondere werden Touren durch die beeindruckende Dünenlandschaft entlang der Küste angeboten.

## Historische Stätten

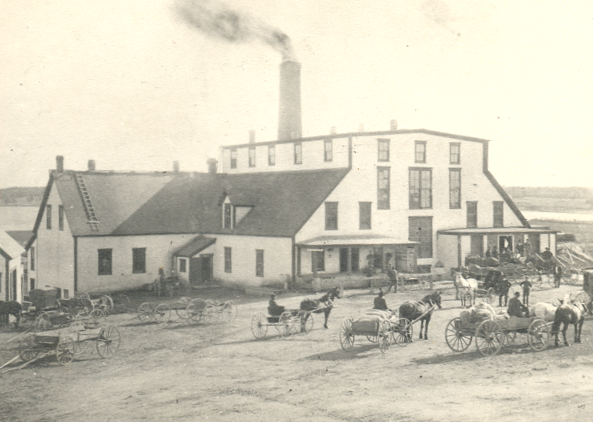
Die Molkerei um 1900

Bouctouche verfügt über eine Vielzahl von historisch bedeutenden Gebäuden und Plätzen, die auf der Liste der historischen Stätten im Kent County (New Brunswick) verzeichnet sind. Darunter befinden sich zahlreiche, für die akadische Geschichte zentrale Orte:
- Maison Albert, Allain, Robitaille et Cormier
- das Haus des Abgeordneten James Barnes
- der Hafen von Bouctouche
- der Bahnhof von Bouctouche
- die Kirche Immaculé Conception
- Premier hôpital Stella-Maris
- das Geburtshaus von Gilbert Girouard
- das Presbyterium von François-Xavier Michaud
- das Monument für die Pioniere von Bouctouche
- das Postamt Alt Bouctouche
- Pointe-à-Jacquot
- Sacré-Cœur-Kapelle
- Saint-Jean-Baptiste-Kirche
- Saint-Jean-Baptiste-Presbyterium
- Anglikanische Kirche St. Lawrence
- Stätte der früheren Société d'agriculture

## Galerie

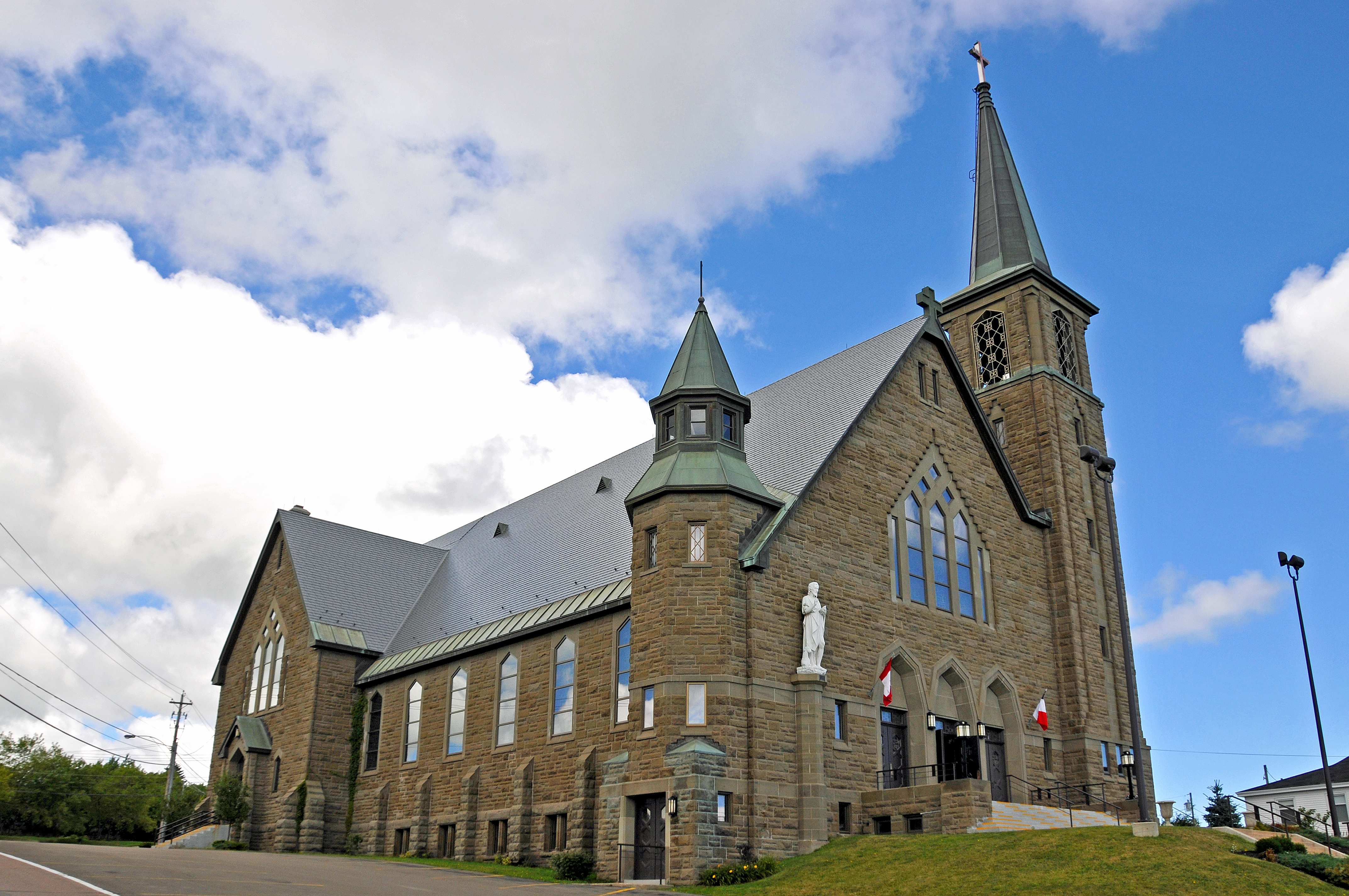
Saint-Jean-Baptiste-Kirche
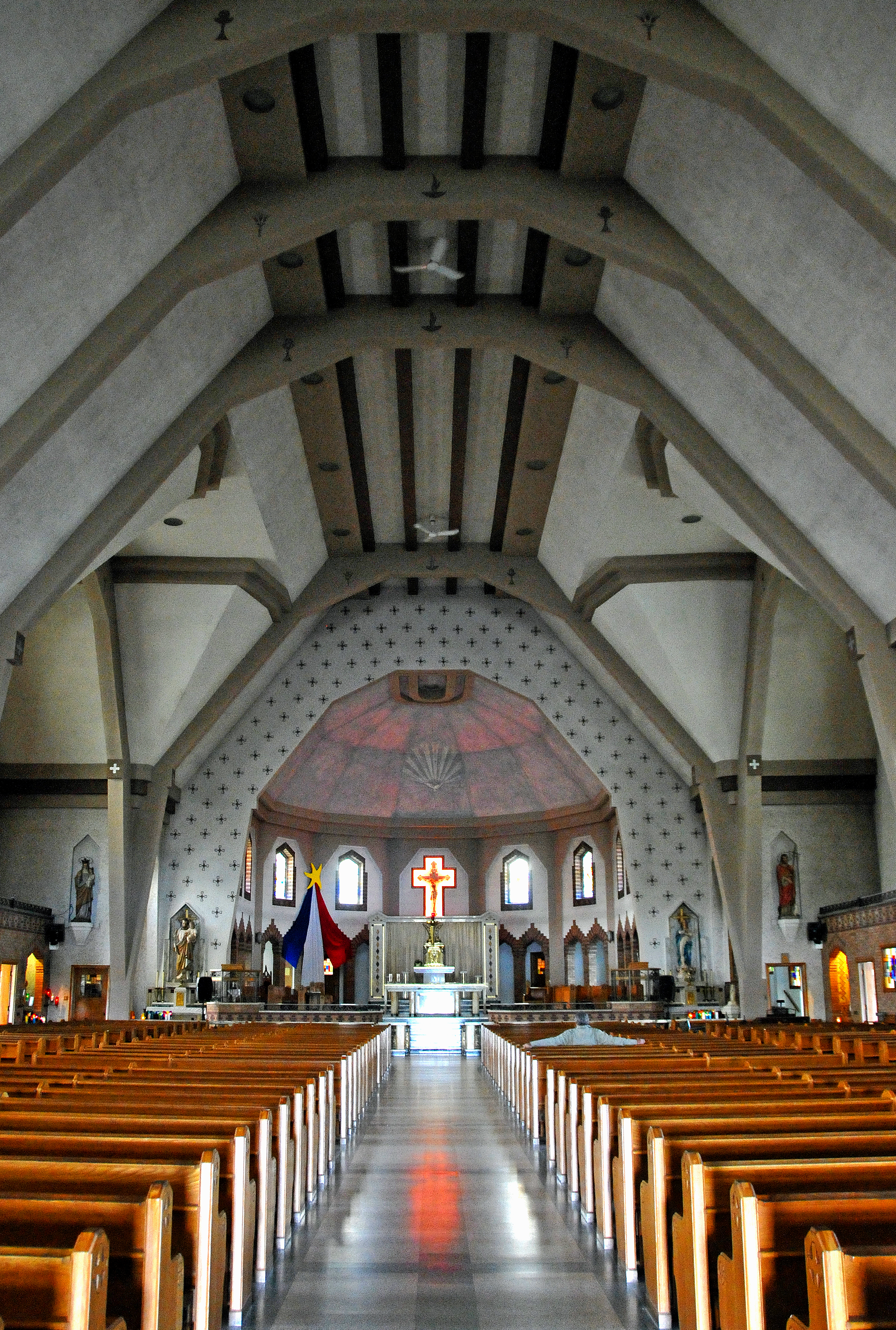
Innenansicht der Saint-Jean-Baptiste-Kirche

## Söhne und Töchter der Stadt
- Kenneth Colin Irving (1899–1992), Unternehmer
- Antonine Maillet (1929–2025), Schriftstellerin